# Alexandr Alexandrovič Organov
Svatý Alexandr Alexandrovič Organov (16. srpna 1873, Tuarma – 14. ledna 1938, Kujbyšev) byl ruský duchovní Ruské pravoslavné církve, jerej a mučedník.

## Život
Narodil se 16. srpna 1873 ve vesnici Tuarma Samarské gubernie v rodině diákona Alexandra Organova.
V letech 1894–1898 sloužil v 1. divizi 1. Preobraženského pluku. Po návratu ze služby se stal psalomščikem.
Oženil se s Marií Alexandrovnou Krylovou, se kterou měl čtyři děti; Věru, Konstantina, Naděždu a Jekatěrinu.
Roku 1922 byl rukopoložen na jereje a začal sloužit v chrámech samarské eparchie.
Roku 1927 přešel pod jurisdikci Dočasné vyšší církevní rady (tzv. Grigorianské schizma) a byl povýšen na protojereje.
Dne 11. prosince 1928 byl zvolen předsedou Samarské dočasné oblastní rady a Samarské eparchiální rady.
Dne 30. listopadu 1937 byl zatčen ve skupině kněží kolem biskupa Alexandra (Trapicyna) a 21. prosince 1937 byl Trojkou NKVD odsouzen k trestu smrti zastřelením.
Rozsudek byl vykonán 14. ledna 1938. Spolu sním byli zastřeleni biskup Alexandr a další kněží.

## Kanonizace
Dne 20. srpna 2000 ho Ruská pravoslavná církev svatořečila jako mučedníka a byl zařazen mezi Sbor všech novomučedníků a vyznavačů ruských.
Jeho svátek je připomínán 14. ledna (1. ledna – juliánský kalendář).